# 佐々瞬
佐々 瞬（ささ しゅん、1986年 - ）は、日本のアーティスト。

## 概要
宮城県生まれ。2009年東京造形大学美術学科絵画専攻卒業。
身体的な実践によって、過去の出来事を現在のなかに捉えなおすことで、個人や共同体の失われた関係性の再構築をはかる。東日本大震災後は、半壊した宮城県沿岸部・新浜の住宅を借り受け、アーティストや建築家らを招聘するプライベートなレジデンスプログラムなども企画する。近年の主な個展「公園/ローカルの流儀」（Gallery TURNAROUND、2021年）。

## 個展
- 「公園／ローカルの流儀」（2020年、Gallery TURNAROUND、仙台）
- 「あなたに話したいことがある」（2017年、Gallery TURNAROUND、仙台）
- 「うたが聞こえてくる暮し（旅先と指先）」（2016年、ARTZONE、京都）

## グループ展
- 「ナラティブの修復」（2021年 - 2022年）
- 「六本木クロッシング2016展」(2016年、森美術館）
- 「Omnilogue: Your Voice is Mine」（2013年、シンガポール国立大学美術館、シンガポール）
- 「大邱フォトビエンナーレ2012」（2012年、大邱芸術発展所、韓国）
- 「MOTアニュアル2012」（2012年、東京都現代美術館、東京）

## 外部サイト
- Twitter